# Sabena
«Сабена» (фр. Sabena — акронім від Société Anonyme Belge d'Exploitation de la Navigation Aérienne) — державна авіакомпанія Бельгії, яка існувала з 1923 по 2001 роки. Перший комерційний рейс авіакомпанії відбувся 1 квітня 1924 року за маршрутом Амстердам — Роттердам — Брюссель — Страсбур — Базель. Після оголошення неспроможності в 2001 році авіакомпанії «Сабена» змінила в 2001 році SN Brussels Airlines (в даний час називається Brussels Airlines).

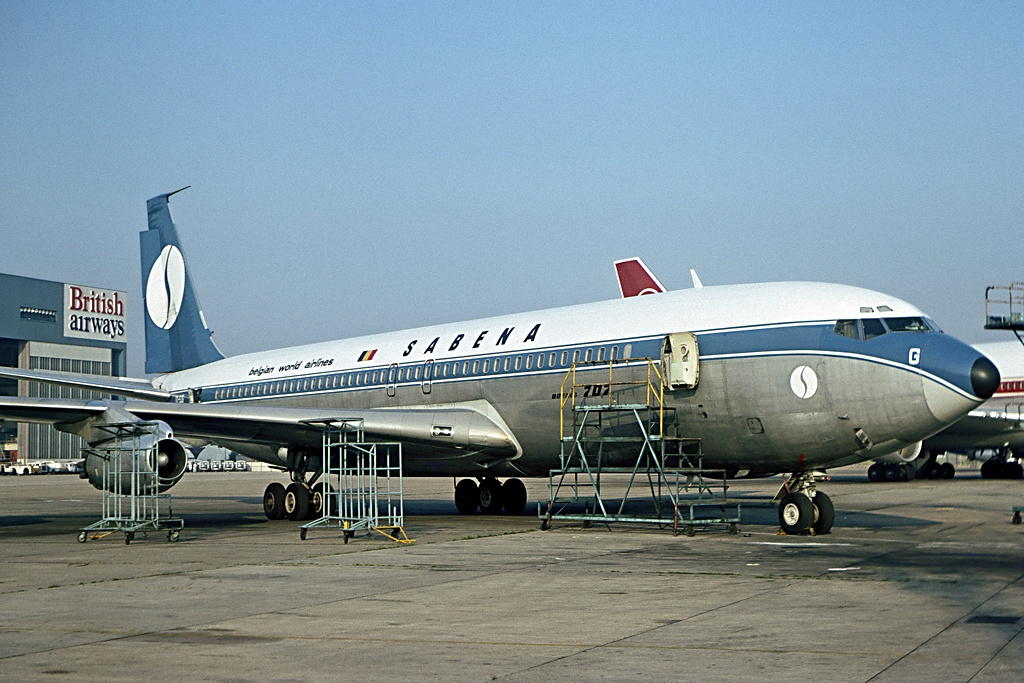
Боїнг 707-329 авіакомпанії «Сабена»

«Сабена» стала зазнавати труднощів на європейському ринку авіаперевезень в 1990-ті роки і була змушена вступати в різні партнерські угоди. Міноритарний пакет акцій авіакомпанії в 1993 році придбала французька авіакомпанія Air France, але незабаром позбавилася від нього. Два роки опісля 49 % акцій бельгійської державної авіакомпанії придбала Swissair.
В кінці 1990-х років «Сабена» оновила свій флот, перейшовши на Airbus, і змінила імідж, але після подій 11 вересня 2001 року опинилася в глибокій кризі. Борг «Сабена» швейцарської авіакомпанії становив на цей момент 84 млн доларів США і 2 жовтня було заявлено про неплатоспроможність компанії. 7 листопада було розпочато процес ліквідації, який увійшов в історію як найбільше банкрутство бельгійської компанії.